# Kompresor dynamiki
Kompresor dynamiki (często mylnie nazywany kompresorem dźwięku) – urządzenie należące do grupy procesorów sygnałowych, którego zadaniem jest korekcja dynamiki, zwana kompresją dynamiki materiału dźwiękowego, według ustalonych przez użytkownika parametrów. Podstawowymi parametrami kształtującymi działanie kompresora są: punkt wzbudzania (zwyczajowo używane jest określenie ang. threshold) i stopień kompresji (ang. ratio). Współcześnie stosowane są zarówno kompresory sprzętowe, jak i programowe (najczęściej w postaci wtyczek VST).
Z elektronicznego punktu widzenia kompresor sprzętowy jest wzmacniaczem małej mocy o automatycznie regulowanym poziomie wzmocnienia. Obecne jego konstrukcje oparte są na układach scalonych. Sygnał wprowadzony do kompresora dzielony jest między dwa obwody: obwód wzmacniacza i układ sterujący. W kompresorach zazwyczaj stosowane są wzmacniacze operacyjne, sterowane napięciem generowanym przez układ sterujący. Jakość kompresora, czyli szybkość jego działania i pewna „naturalność” brzmienia, zależna jest przede wszystkim od jakości układu sterowania.

## Parametry kompresji
Do parametrów, które można ustawić w kompresorze dynamiki, zalicza się:
- threshold (dB) – poziom wzbudzania: progowa wartość graniczna, poniżej której sygnał wejściowy nie jest poddawany kompresji, zazwyczaj mieści się w przedziale od −24 dB do −8 dB;
- ratio – stopień kompresji: parametr określany zwyczajowo ilorazem n:1, określający jak silnie obniżany jest sygnał przekraczający progową wartość graniczą (threshold), w praktyce mieści się on w przedziale od 1,4:1 do 8:1;
- attack (ms) – czas reakcji (oznaczany również jako attack time lub sporadycznie latency): jest to czas, który upływa od wykrycia przez układ sterowania przekroczenia poziomu wzbudzania do zadziałania układu. Krótkie czasy (1–5 ms) stosowane są w kompresowaniu instrumentów perkusyjnych, dłuższe (5–10 ms) w kompresji np. torów wokalu.
- release (ms) – zwolnienie, (w sprzęcie spotyka się także oznaczenie hold): czas, po jakim od wzbudzenia kompresor przestaje oddziaływać na sygnał. Zbyt krótki czas zwolnienia może doprowadzić do zjawiska „pompowania” (ang. „pumping”) kompresora, czyli słyszalnych, równomiernych wahań poziomu sygnału wyjściowego. Natomiast zbyt długi czas zwolnienia może doprowadzić do zjawiska „breathing” - sygnał, który naturalnie powinien wygasnąć, jest ciągle podtrzymywany przez kompresor powodując wrażenie wdychania powietrza. W większości przypadków czas zwolnienia mieści się w przedziale od 1 do 15 ms.
- knee (dB) – ostrość załamania: parametr definiujący czułość układu sterującego. Powoduje zmiękczenie krzywej zmiany poziomu sygnału. Efektem jego działania jest zwiększenie tzw. „przezroczystości” kompresora, czyli usunięcie wyraźnej różnicy między sygnałem skompresowanym a nieskompresowanym. Przykładowo, przy ustawieniu wartości threshold na poziomie −16 db, ratio 4:1 i wartości knee na 6 dB, kompresor zacznie działać już przy poziomie sygnału −21 db, ale będzie to kompresja niemal niezauważalna, a jej stopień będzie wrastał, by osiągnąć faktyczną proporcję 4:1 przy sygnale na poziomie −10 dB.
- gain (dB lub skala niemianowana) – (czułość, podbicie) regulacja czułości wejścia kompresora;
- volume (dB lub skala niemianowana) – regulacja poziomu sygnału na wyjściu kompresora.

Dodatkowo, kompresory często wyposażane są w dwa wskaźniki: poziomu sygnału i gain reduction, oznaczającego wartość kompresji (najczęściej w decybelach), o jaką w danym momencie zmniejszany jest poziom sygnału. Niektóre urządzenia tego typu posiadają także możliwość przełączania wskaźnika poziomu na sygnał wejściowy bądź wyjściowy i przycisk by-pass pozwalający na wyłączenie kompresora z toru sygnałowego. 
Urządzenia, zwłaszcza przeznaczone do realizacji dźwięku na żywo, fabrycznie łączone są z bramką szumów wytłumiającą całkowicie sygnał o bardzo niskim poziomie.

## Zastosowania
Kompresory dynamiki używane są zarówno w trakcie produkcji studyjnej, jak i w realizacji koncertów. W przypadku zastosowania kompresora w pracy na żywo, najczęściej jest on włączany w tor sygnału poprzez złącze insert miksera audio. Jego zadaniem jest przede wszystkim zapobieganie przesterowaniu sygnału, które powoduje zniekształcenie dźwięku. Kompresory wprowadzane są przede wszystkim w tory wokalne oraz instrumentów o dużej dynamice (np. perkusja, fortepian).
Kompresorów o bardzo wysokim ratio (10:1 i więcej), nazywanych potocznie limiterami, używa się do zabezpieczania wzmacniaczy mocy i zestawów głośnikowych przed uszkodzeniem, spowodowanym przeciążeniem obwodu. Wysoki współczynnik kompresji limitera uniemożliwia w praktyce przesłanie do wzmacniaczy sygnałów o większej niż zadana amplitudzie.
Specyficznym zastosowaniem kompresora, pracującego (w zależności od konstrukcji) w parze z filtrem pasmowoprzepustowym, jest urządzenie zwane deesserem. Służy ono do eliminowania sybilantów z obrabianego materiału. Filtr pasmowoprzepustowy powoduje, że kompresji poddawane jest tylko określone pasmo dźwięku (zazwyczaj między 3 a 8 kHz). Filtr znajduje się w torze sygnału sterującego, powodując, że układ sterowania wzmocnieniem reaguje tylko na dźwięki przekraczające zadany poziom głośności i jednocześnie znajdujące się w wydzielonym paśmie.